# Cristiane
Cristiane, właśc. Cristiane Rozeira de Souza Silva (ur. 15 maja 1985 w Osasco w stanie São Paulo) – brazylijska piłkarka, grająca na pozycji napastniczki, rekordzistka pod względem liczby goli zdobytych w historii Igrzysk Olimpijskich (14 bramek).

## Kariera piłkarska

### Kariera klubowa
Wychowanka klubu São Bernardo, w barwach którego rozpoczęła karierę piłkarską w roku 2002. W 2004 przeniosła się do Juventusu. W lutym 2005 wyjechała do Niemiec, gdzie broniła barw klubów 1. FFC Turbine Potsdam i VfL Wolfsburg. W lutym 2008 została piłkarką szwedzkiego Linköpings FC, a w sierpniu 2008 wróciły do ojczyzny, gdzie potem występowała w Corinthians. 27 lutego 2009 została zaproszona do amerykańskiego Chicago Red Stars. 14 sierpnia 2009 podpisała 3-miesięczny kontrakt z Santosem, wygrywając z nim pierwszą edycję Copa Libertadores Femenina. Potem wróciła do USA, grając również w Santos. We wrześniu 2011 dołączyła do rosyjskiej Rossijanki. Rok później odeszła do São José. Na początku 2013 ogłoszono o przejściu do koreańskiego Icheon Daekyo, Niedługo potem wróciła do Brazylii, aby dołączyć do Centro Olímpico. W sierpniu 2015 roku piłkarka razem z rodaczką Ériką dokonali podwójnego transferu do francuskiego Paris Saint-Germain. W lipcu 2017 została zaproszona do chińskiego Changchun Zhuoyue. 14 stycznia 2019 piłkarka zasiliła skład São Paulo, aby pomóc klubowi awansować do Serii A. W styczniu 2020 wróciła do Santosu. Od 2023 roku Cristiane gra w klubie Flamengo, gdzie w sezonie 2025 rozegrała już 17 meczów i zdobyła 10 bramek (8 w lidze, 1 w Superpucharze Brazylii, 1 w Copa Rio).

### Kariera reprezentacyjna
21 września 2003 debiutowała w narodowej reprezentacji Brazylii w meczu przeciwko Korei Południowej, zmieniając w 78 minucie Maycon. Wcześniej była powoływana do juniorskiej reprezentacji.
W latach 2003 - 2023 była regularnie powoływana do reprezentacji Brazylii. Choć nie znalazła się w składzie na Mistrzostwa Świata 2023 ani na Igrzyska Olimpijskie w Paryżu 2024, pozostaje drugą najlepszą strzelczynią w historii kadry narodowej oraz rekordzistką olimpijską pod względem liczby zdobytych bramek (14 goli).

## Sukcesy i odznaczenia

### Sukcesy piłkarskie
Brazylia
- wicemistrz świata: Chiny 2007
- wicemistrz Igrzysk Olimpijskich: Ateny 2004, Pekin 2008
- zwycięzca Copa América: Peru-Ekwador-Argentyna 2003, Ekwador 2014, Chile 2018
- mistrz Igrzysk panamerykańskich: Brazylia 2007, Kanada 2015

1. FFC Turbine Potsdam
- mistrz Niemiec: 2005/06
- zdobywca Pucharu Niemiec: 2005/06

Linköping FC
- zdobywca Pucharu Szwecji: 2008

Santos FC
- zwycięzca Copa Libertadores Femenina: 2009, 2010
- zdobywca Pucharu Brazylii: 2009

### Sukcesy indywidualne
- wybrana do All-Star Team: Mistrzostwa świata U-19 2004
- król strzelców Copa América: 2006, 2014
- król strzelców Igrzysk Olimpijskich: Ateny 2004 (5 goli)
- najlepsza strzelczyni w historii Igrzysk Olimpijskich (14 goli, rekord obejmuje zarówno kobiety, jak i mężczyzn)[7]